# Riós
Riós (ou O Riós) é um município raiano da Espanha na província 
de Ourense, comunidade autónoma da Galiza, de área 114,44 km² com 
população de 2088 habitantes (2003) e densidade populacional de 18,29 hab/km².
Foi nesta localidade que nasceu a Irmã Amália, vidente das aparições de Nossa Senhora das Lágrimas.

## Demografia

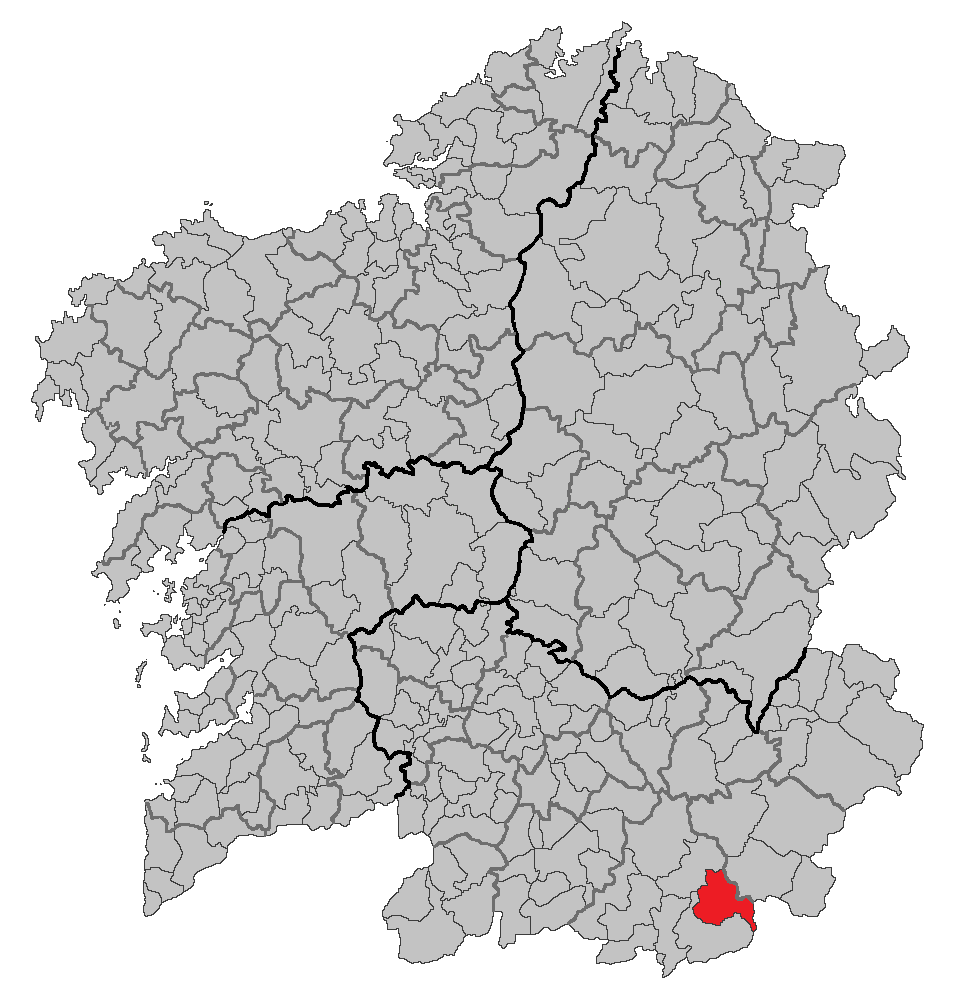
Localização de Riós na fronteira Espanha-Portugal.

| Variação demográfica do município entre 1991 e 2004 | Variação demográfica do município entre 1991 e 2004 | Variação demográfica do município entre 1991 e 2004 | Variação demográfica do município entre 1991 e 2004 |
| --------------------------------------------------- | --------------------------------------------------- | --------------------------------------------------- | --------------------------------------------------- |
| 1991                                                | 1996                                                | 2001                                                | 2004                                                |
| 2577                                                | 2467                                                | 2132                                                | 2097                                                |

## Freguesias
O município do Riós está formado pelas seguintes oito freguesias:
| - Castrelo de Abaixo - Castrelo de Cima - Fumazes e a Trepa - O Navalho | - Progo - Riós - Rubiós - Trás-Estrada |